# Caio Júlio Antíoco Epifanes Filopapo
Caio Júlio Antíoco Epifanes Filopapo (em latim: Gaius Julius Antiochus Epiphanes Philopappos ou Philopappus; em grego: Γάϊος Ἰούλιος Ἀντίοχος Ἐπιφανής Φιλόπαππος; 65–116 (51 anos)), conhecido apenas como Filopapo, foi um príncipe do Reino de Comagena que se tornou um dos mais proeminentes gregos do Império Romano, sendo inclusive nomeado cônsul sufecto para o nundínio de maio a agosto de 109 com Cneu Antônio Fusco.
É conhecido principalmente por causa do Monumento de Filopapo, erigido por sua irmã, Júlia Balbila, em Atenas depois de sua morte e ainda existente.

## Família e primeiros anos
Filopapo era o primogênito do príncipe grego de Comagena, Caio Júlio Arquelau Antíoco Epifanes com uma greco-egípcia chamada Cláudia Capitolina. Sua irmã mais nova, Júlia Balbila, era uma conhecida poeta e amiga do imperador Adriano e da imperatriz Víbia Sabina. Seus pais eram parentes distantes, pois a avó paterna de Cláudia Capitolina era a princesa grega Aca II de Comagena, que era bisneta do rei Antíoco I Teos de Comagena, e seu pai era o primogênito do rei Antíoco IV de Comagena com a rainha Júlia Jotapa, que eram irmãos e descendentes de Antíoco I Téos.
Os avós maternos de Filopapo eram Tibério Cláudio Balbilo e uma romana de nome desconhecido. Balbilo foi astrólogo e erudito e serviu como prefeito do Egito. Ele e seu pai, o gramático e astrólogo greco-egípcio Trásilo de Mendes (ou Tibério Cláudio Trásilo), eram amigos dos primeiros imperadores romanos, incluindo Tibério, Cláudio e Vespasiano. Seus avós paternos eram os já citados rei Antíoco IV de Comagena e a rainha Júlia Jotapa. Através deles, Filopapo era descendente direto dos reinos gregos Síria selêucida e do Egito ptolemaico.
Filopapo nasceu em Samósata, a capital do Reino de Comagena, na corte de Antíoco IV, e viveu lá até 72. Seu nome de nascimento era Caio Júlio Antíoco Epifanes e o nome pelo qual ele é mais conhecido, Filopapo, lhe foi dado por sua relação próxima com seu Antíoco IV e, possivelmente, também com Tibério Balbilo, seus avôs: "Philopappos" significa "que ama o avô". Em 72, Lúcio Cesênio Peto, o governador romano da Síria, escreveu a Vespasiano acusando Antíoco IV, o pai de Filopapo, Antíoco Epifanes, e o irmão dele, Calínico, de conspirarem contra os romanos com o Império Parta. Sem saber se as acusações eram verdadeiras ou falsas, o imperador decidiu que não era mais seguro deixar Antíoco IV no comando da vital cidade de Samósata, que guardava um ponto estratégico de travessia do Eufrates, e deu ordens para que ele fosse destituído. Peto então invadiu Comagena à frente da Legio VI Ferrata com o apoio dos reis Aristóbulo de Cálcis e Soemo de Emesa. 
No dia em que os exércitos romanos supostamente enfrentariam os comagenos, Epifanes e Calínico fugiram para a Pártia com suas famílias e Antíoco seguiu para a Cilícia. É possível que os dois primeiros tenham tentado alguma forma de resistência antes de fugirem. Quando ficou claro que não havia perigo, Vespasiano ordenou que Epifanes, Calínico e Antíoco fossem levados a Roma de forma honrada e os três, juntamente com suas famílias, viveram lá até o final de seus dias. A Comagena foi anexada como parte da província romana da Síria.

## Carreira
Júlia Balbila, a irmã de Filopapo, nasceu neste mesmo ano, 72, já em Roma. Depois da morte de seus dois avôs, Epifanes e Cláudia Capitolina se mudaram com a família para Atenas, na Grécia romana. Epifanes morreu em 92 e Capitolina e Balbila se mudaram para Alexandria, no Egito romano, onde Capitolina se casou novamente com o político romano Marco Júnio Rufo. Filopapo permaneceu em Atenas e Balbila se juntou a ele depois de passar um tempo com sua mãe.
Por toda sua vida, Filopapo se considerou como tendo o status de um monarca aliado de Roma. Por causa de sua ascendência, Filopapo era membro da elite romana e se tornou amigo do imperador Trajano e de seu herdeiro, Adriano. Como cidadão romano e ateniense, serviu como arconte em Atenas e patrocinou diversos filósofos gregos, através dos quais conheceu Plutarco, que o descreveu como "muito generoso e magnificente em suas recompensas" e "bem-humorado e ansioso por instrução". Além disto, Filopapo serviu como corego duas vezes, como agonóteta uma vez e foi membro do demo dos Besa. Em Roma, Filopapo foi admitido entre os irmãos arvais e participou de suas cerimônias em 105 até 116. Por sua amizade com Trajano, Filopapo foi elevado ao status pretoriano e admitido no Senado (adlectio), um fato raríssimo para alguém que não era de família senatorial. O ápice de sua carreira foi o consulado sufecto em 109. 
Não se sabe se Filopapo casou ou se teve filhos.
Quando Filopapo morreu, em 116, Julia Balbila e os cidadãos de Atenas erigiram um túmulo em mármore na colina das Musas, a sudoeste da Acrópole de Atenas, conhecido atualmente como monumento de Filopapo.